# Nemognatha sibirica
Nemognatha sibirica es una especie de coleóptero de la familia Meloidae.

## Distribución geográfica
Habita en Siberia.